# 테바이
테바이(Θῆβαι)는 보이오티아의 폴리스 중 하나이다. 현재 중앙그리스 주 보이오티아 현의 현도 티바에 해당한다.
보이오티아와 아티케 지방을 가르는 키타이론 산맥의 북쪽에 자리 잡고 있었으며, 보이오티아 평원의 남쪽 끝을 이룬 곳이다. 이 도시는 그리스 신화에서 중요한 배경으로, 카드모스, 오이디푸스, 디오뉘소스 등의 이야기가 전해진다.

## 역사
테바이는 아이올리스인이 건설한 것으로 추측된다. 테바이에서 미케네 문명 시대의 유적이 발견되고 있다. 청동기 시대에는 도리아인의 침략을 받은 것으로 추측되고, 그들이 정복한 사실이 도시를 둘러싼 신화의 배경이 되었다고 생각할 수 있다. 미케네 문명 시대에 테바이는 침략자 도리아인의 관심을 끄는 곳이었고, 도리아인이 테바이를 계속 공격했다는 전설에는 실제로 일어난 테바이 정복 사실이 반영되어 있다. 테바이는 보이오티아의 가운데에 있었고, 군사 방위가 잘 되어 이 지방 사람들 가운데 주도적인 위치를 차지하게 되었으며, 자연스럽게 주변 지역의 맹주로서의 지위를 확립해 갔다.

### 아테네와 페르시아
테바이는 보이오티아에서 가장 큰 도시였으며, 보이오티아 연맹의 맹주이자 아테나이의 주요 적수였다. 기원전 6세기 후반 테바이 인들은 최초로 아테네인들과 충돌을 일으켰다. 보이오티아 지역의 작은 마을인 플라타이아가 독립을 유지하기 위해 아테네가 지원한 것이 계기였으며, 기원전 506년에는 아티키의 침공을 격퇴하였다.
기원전 480년, 아케메네스 왕조의 크세르크세스가 그리스를 침공하였는데, 이것이 제2차 그리스-페르시아 전쟁이다. 당시 테바이는 페르시아 편에 섰다. 하지만 모든 테바이인들이  페르시아 편에 서는 것에 동의한 것은 아니었고 400명의 테바이 군이 테르모필레 전투에서 그리스 연합군에 합류하였습다. 
기원전 479년, 플라타이아 전투에서 테바이군은 페르시아군의 일원으로 격렬하게 싸웠지만, 전투는 그리스 연합군이 승리를 거뒀다. 이후 테바이는 그리스 연합군에 의해 공략당했고, 보이오티아 동맹의 맹주 자리에서 끌어내려졌다. 스파르타는 테바이를 델포이의 상호방위동맹에서 제명하려고 했지만, 아테네의 중재로 제명을 면했다.

### 펠로폰네소스 전쟁
기원전 460년 아테네의 델로스 동맹과 스파르타의 펠로폰네소스 동맹 사이에 제1차 펠로폰네소스 전쟁(기원전 460년 - 기원전 445년)이 발발했다. 기원전 457년, 스파르타는 정책을 전환하여, 중부 그리스에서 아테네에 대항할 수 있는 세력으로 보이오티아의 테바이의 복권을 인정했다. 기원전 457년 아테네는 오이노피타 전투에서 보이오티아 동맹을 물리치고, 테바이를 제외한 모든 도시를 점령했다. 보이오티아를 지배하에 두었지만 테바이는 카도메아 요새를 아테네에 대한 저항의 거점으로 버텼다. 델포이를 둘러싼 제2차 신성 전쟁(기원전 449년 – 기원전 448년)이 끝난 이후 보이오티아의 도시들은 아테네에 반기를 들었다. 기원전 447년, 코로네이아 전투에서 보이오티아 등의 연합군은 아테네에 승리를 거두었고, 아테네가 보이오티아에서 철수하면서 보이오티아의 도시는 독립을 되찾았다.
기원전 431년, 제2차 펠로폰네소스 전쟁(기원전 431년 – 기원전 404년)이 발발했지만, 테바이는 스파르타의 충실한 동맹자로서 아테네와 싸웠다. 이에 대해 아테네는 플라타이아를 비롯한 소규모 도시를 지원하여 테바이를 견제했다. 기원전 427년, 테바이는 인연이 깊은 플라타이아를 점령하고 파괴하였다. 기원전 424년에는 델리온 전투에서 테바이를 비롯한 보이오티아 군은 아테네 군을 물리치고 테바이의 군사적 실력이 보여주었다.

### 코린토스 전쟁
기원전 404년, 펠로폰네소스 전쟁은 스파르타의 승리로 끝났고, 아테네에는 친 스파르타 정권인 삼십인 정권이 수립되었다. 테바이 지도자들은 스파르타가 합병 의도를 가지고 있었다는 것을 알고 스파르타와의 동맹을 파기했다. 기원전 403년에 테바이는 아테네의 민주정 부활을 몰래 지원하였고, 스파르타에 대한 균형을 취하려고 했다. 반 스파르타 세력에게 아케메네스 왕조의 자금 지원이 이루어진 것도 하나의 요인이 되어 테바이는 코린토스와 함께 반 스파르타 연합의 핵이 되었다. 기원전 395년, 테바이와 코린트 등의 국가와 스파르타 사이에 코린토스 전쟁이 발발하였다. 기원전 395년 테바이는 할리아르토스 전투와 기원전 394년의 코로네이아 전투에서 군사적 능력을 보여 주었다.
기원전 387년, 안탈키다스 평화조약이 체결되어 모든 그리스 도시의 완전한 자치가 명기되었다. 이 평화 조약은 보이오티아 도시 국가들이 테바이로부터 이반을 초래하여 테바이에는 치명적인 결과가 되었다. 기원전 383년에 스파르타는 테바이를 급습하여 요새를 점거하고 군대를 약화시켰다.

### 테베의 패권

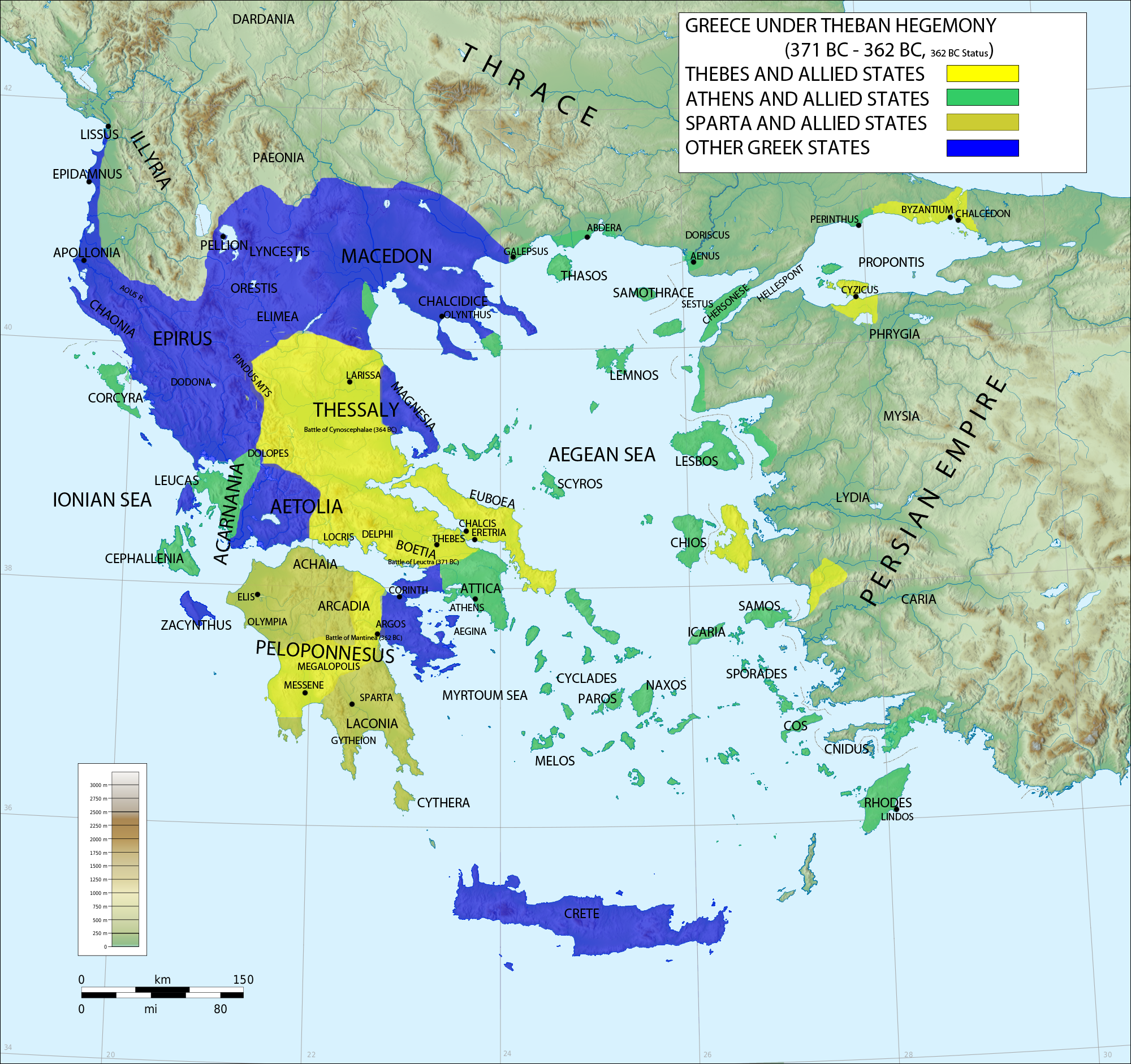
테바이가 패권을 쥐고 있었던 시기 (기원전 371년 - 기원전 362년)의 지도. 노란색이 테바이와 동맹국

기원전 379년, 펠로피다스와 에파메이논다스가 이끄는 테바이 시민 궐기가 성공하여 스파르타 군을 추방하고 테바이는 스파르타의 지배에서 벗어났다. 전통적인 과두정 대신에 민주정이 도입되었다.
스파르타와의 전투에서 펠로피다스와 에파메이논다스가 이끄는 테바이 군은 뛰어난 전과를 올렸다. 기원전 371년, 레우크트라 전투에서 에파메이논다스가 이끄는 열세의 테바이 군이 스파르타 군을 격파하면서 테바이의 군사적 영광은 정점에 도달하였다. 그 결과 테바이가 스파르타를 대신하여 그리스의 패권을 차지하게 되었다. 에파메이논다스가 이끄는 테바이 군은 펠로폰네소스를 침공하여 스파르타 경제의 기반인 노예를 해방시켰다. 비슷한 원정은 테살리아와 마케도니아에 대해서도 이루어졌다.
그러나 테바이의 패권은 오래 가지 못했다. 기원전 364년에는 키노스케팔라이 전투에서 펠로피다스가 전사했다. 기원전 362년의 만티네이아 전투에서는 에파메이논다스를 비롯한 많은 장군을 잃었다. 에파메이논다스를 대체할 유능한 지도자가 없었던 테바이는 패권을 잃고 부활한 아테나이의 뒤를 따르게 된다.
제3차 신성 전쟁(기원전356년 – 기원전 346년)에서 테바이는 아테나이, 스파르타 등과 동맹을 맺고 포키스와 싸웠지만, 중부 그리스에서 우세를 유지할 수 없었다. 테바이는 마케도니아 왕 필리포스 2세의 도움을 얻어 간신히 승리했지만, 이 전쟁은 필리포스가 그리스에서 세력을 확대하는 결과로 이어졌다.

### 마케도니아 항쟁
마케도니아 왕국의 필리포스 2세는 당시의 패권 국가였던 테바이에 인질로 보내져, 에파메이논다스에게 교육을 받은 것으로 알려져 있다.
기원전 339년 아테네의 지도자인 데모스테네스는 반 마케도니아의 입장을 취하며 테바이를 설득하여 동맹을 맺었다. 기원전 338년, 카이로네이아 전투에서 필리포스 2세와 그의 아들 알렉산더(후의 알렉산더 3세)가 이끄는 마케도니아 군과 싸운 테바이 - 아테네 연합군은 패배했다. 이 전투에서 테바이 신성대도 타격을 받았다. 이 전투의 결과에 따라 그리스에서 마케도니아의 영향력을 배제할 희망은 사라졌다. 필리포스 2세는 보이오티아에 대한 지배권을 박탈하는 것만으로 만족했다.
기원전 335년, 필리포스 2세가 암살당하자, 그리스의 도시는 마케도니아에 반란을 일으켰다. 테바이는 아테네와 동맹을 맺고 봉기를 하여 마케도니아 군을 추방하고 알렉산더 3세에게 반기를 들었다. 북방을 전전하던 알렉산더는 즉시 반응하여 그리스로 달려갔다. 다른 도시는 알렉산더의 강행군 이전에 저항을 주저했지만, 테바이는 철저한 항전을 결정했다. 그 결과 테바이는 유린되었고, 철저하게 파괴되었다. 살육에서 살아남은 주민들은 노예로 전락했다. 파괴를 면한 것은 사원과 핀다로스(기원전 5세기 테바이 출신의 시인)의 가문뿐이었고, 노예화를 면한 것은 성직자와 친 마케도니아 지도자, 핀다로스의 후예뿐이었다. 테바이의 말로에 두려움을 느낀 아테나이는 마케도니아에 굴복했다.
기원전 316년, 카산드로스에 의해 테베는 재건되었다. 기원전 293년, 마케도니아의 데메트리오스 1세에 의해 포위되어 함락되었다. 테바이가 다시 자치권을 회복한 것은 기원전 287년이며, 리시마코스와 아이톨리아 동맹의 일원이 되면서이다.

### 로마공화정
기원전 146년, 테바이는 로마 공화정에 의해 정복당했다. 로마공화정이 미트리다테스 전쟁을 치르고 있는 동안 독립을 시도하여 반란을 일으켰지만, 기원전 87년 루키우스 코르넬리우스 술라에 의해 반란은 진압되고 영토의 절반이 사라졌다. 그때 이후로 테바이의 쇠락은 피할 수가 없었다. 2세기의 파우사니아스는 테바이와 주변 지역에 사람이 거주하지 않고, 게다가 소수의 사람들만 카드메아 바위에 산다고 보고하였다.

### 동로마 제국
테바이는 315년에 재건되었지만, 그리스에서 정치적으로는 그다지 중요한 지역이 되지 못했다. 중세 시대에 접어들면서, 동로마 제국의 일부로 견직물 산지로 발전을 이룩하게 된다.

## 신화
테바이는 그리스 신화에서 중요한 역할을 하는 곳이다. 신화에 따르면 테바이의 창건자는 카드모스이다. 페니키아 왕 아게노르의 딸 에우로페를 제우스가 납치하자, 왕 아게노르는 카드무스를 비롯한 두 아들에게 에우로페를 찾으러 떠날 것을  명한다. 에우로페를 찾지 못한 카드무스는 결국 귀국하지 못했고, 대신에 아레스의 용을 토벌하고 테바이를 건국했다. 카드무스는 하르모니아와 결혼하여 여러 자녀를 낳았지만 모조리 불행한 죽음을 당했다. 그 공주 중 하나인 세멜레가 제우스와의 사이에 낳은 아이가 풍요와 포도주와 주정의 신 디오니소스이다.
아버지를 죽이고 어머니를 아내로 삼은 오이디푸스의 비극의 무대이며, 오이디푸스는 카드무스의 손자에 해당된다. 오이디푸스는 2명의 아들(에테오클레스, 폴리네이케스)과 2명의 딸(안티고네, 이스메네)이 있었다. 두 아들은 왕위를 놓고 다투었고, ‘테바이를 공격한 일곱 장수’의 이야기의 주인공이 되었다. 일곱 장수는 공략에 실패하고 반역자로 매장이 금지된 오빠 폴리네이케스의 시신을 묻게 된 안티고네는 스스로 목숨을 끊었다. 10년 후 일곱 장군의 아들들(에피고노이)이 승리를 거둔다. 신화에 따르면 테바이에는 일곱 문이 있었으며, 테바이를 공격한 일곱 장수와 그 아들들인 해당 에피고노이들은 각각 하나의 문을 맡았고, 방어를 하는 테바이도 각 문에 장수를 한 명씩 배치해 맞섰다.
테바이는 위대한 영웅 헤라클레스가 탄생한 땅이며, 그로인해 테바이 중장보병의 방패 문장에 곤봉(헤라클레스의 상징) 그림이 자주 사용되었다.